# Кукарековка (Крупецкий сельсовет)
Кукаре́ковка — деревня в Рыльском районе Курской области. Входит в состав Крупецкого сельсовета.

## География
Деревня находится на реке Воронок в бассейне Обесты, в 130 км западнее Курска, в 25,5 км западнее районного центра — города Рыльск, в 2,5 км от центра сельсовета  — села Крупец.
Климат
Кукарековка, как и весь район, расположена в поясе умеренно континентального климата с тёплым летом и относительно тёплой зимой (Dfb в классификации Кёппена).

## Население
| 2002 | 2010 |
| ---- | ---- |
| 125  | ↘86  |

## Инфраструктура
Личное подсобное хозяйство. В деревне 74 дома.

## Транспорт
Кукарековка находится в 2 км от автодороги регионального значения 38К-017 (Курск — Льгов — Рыльск — граница с Украиной), в 0,2 км от автодороги межмуниципального значения 38Н-352 (38К-017 — Гниловка), в 0,3 км от автодороги 38Н-351 (38Н-352 — Воронок), в 4,5 км от ближайшей ж/д станции Крупец (линия Хутор-Михайловский — Ворожба).
В 192 км от аэропорта имени В. Г. Шухова (недалеко от Белгорода).